# Robert Adler
Robert Adler (Wenen, 4 december 1913 - Boise (Idaho), 15 februari 2007) was een Amerikaans natuurkundige van Joods-Oostenrijkse komaf. Hij is de uitvinder van de afstandsbediening voor de televisie.
Adler studeerde natuurkunde aan de Universiteit van Wenen waar hij in 1937 zijn diploma haalde. Hij emigreerde naar de Verenigde Staten en ging daar in 1941 werken op de onderzoeksafdeling van de televisiefabrikant Zenith Electronics. Uiteindelijk groeide hij daar door tot hoofd van de onderzoeksafdeling. Hij was nog tot in 1997 aan het bedrijf verbonden als technisch adviseur. 
Adler is vooral bekend als uitvinder van de draadloze afstandsbediening voor de televisie in 1956. Zijn uitvinding maakte gebruik van ultrasoon geluid om op afstand met het televisietoestel te kunnen communiceren. Door de uitvinding van de afstandsbediening is het kijkgedrag flink veranderd doordat televisiekijkers gingen 'zappen'. Adler dacht dat door zijn uitvinding en het zappen een einde aan televisiereclames zou komen, maar die verwachting is niet uitgekomen.
Adler heeft in totaal 180 octrooien op zijn naam staan. Zijn laatste octrooiaanvraag werd ingediend op 1 februari 2007 en had betrekking op touchscreentechnologie.
In 1980 kreeg Adler de IEEE Edison Medal van het IEEE. In 1997 kreeg hij samen met mede-uitvinder Eugene Polley een technische Emmy Award.
- Gemeinsame Normdatei: 1078346402
- International Standard Name Identifier: 0000 0004 1960 7531
- Nationale Bibliotheek van Tsjechië: xx0031118
- Virtual International Authority File: 85491464
- WorldCat: E39PBJB8wPm68cQ44jjthpxMT3